# Acciona Energía
ACCIONA Energía, filial de Acciona, es una empresa dedicada a la provisión de soluciones basadas en energías renovables.
Con sede social en Madrid, ACCIONA Energía está presente en toda la cadena de valor del sector energético: desarrollo y estructuración de proyectos, ingeniería, construcción, suministro, operación, mantenimiento, gestión de activos y gestión y venta de energía limpia.

## Historia
En diciembre de 1994 del primer parque eólico comercial en España sobre la Sierra del Perdón, próxima a Pamplona (Navarra), por parte de la compañía Energía Hidroeléctrica de Navarra, S.A., adquirida por ACCIONA en 2003 y 2004, y del parque eólico KW Tarifa, por parte de la compañía Alabe, filial de ACCIONA, en 1995.
En 2009 adquirieron más de 2 GW de activos renovables a Endesa como parte de la operación de enajenación de la participación de ACCIONA en Endesa acordada con el grupo eléctrico Enel.
Desde el 1 de julio de 2021, ACCIONA Energía cotiza en las Bolsas de Valores de Madrid, Barcelona, Bilbao y Valencia, bajo el ticker ANE, con la sociedad ACCIONA, S.A. como accionista mayoritario a 31 de diciembre de 2021.

## Líneas de negocio
ACCIONA Energía (con razón social de Corporación Acciona Energías Renovables, S.A) cuenta con activos de energías renovables en cinco tecnologías (eólica, solar fotovoltaica, hidroeléctrica, biomasa y termosolar), que, a 31 de diciembre de 2021, sumaban 11,2 gigavatios (GW) de capacidad instalada. Esta capacidad está distribuida en 16 países de los cinco continentes, y produjeron en 2021 un total de 24,5 teravatios hora (TWh) de energía 100% renovable, equivalentes al consumo eléctrico de 7,6 millones de hogares. La compañía ha anunciado el objetivo de alcanzar una capacidad instalada total de 20 GW para 2025 y de 30 GW para 2030, con nuevas instalaciones principalmente eólicas y fotovoltaicas.
Además de la generación y venta de energía renovable, ACCIONA Energía trabaja también en las áreas de autoconsumo, servicios energéticos de ahorro y eficiencia, instalación y operación de infraestructuras de recarga para vehículos eléctricos e hidrógeno verde, enfocadas hacia clientes corporativos e institucionales.

## Presencia internacional
ACCIONA Energía cuenta con presencia activa en 25 países de los cinco continentes. Sus principales áreas geográficas de actuación son, además de España, Norteamérica (Estados Unidos y Canadá), Latinoamérica (México, Chile, Brasil, Perú, Costa Rica y la República Dominicana) y Australia. También está presente en África, con proyectos en Egipto y Sudáfrica, así como en otros países europeos (Portugal, Francia, Italia, Polonia, Croacia, Ucrania, y Hungría).

## Sostenibilidad
ACCIONA Energía encabeza desde el año 2015 el Energy Intelligence Top 100 Green Utilities, elaborado por Energy Intelligence, que clasifica a las 100 primeras compañías eléctricas del mundo en función de sus emisiones de carbono y sus activos renovables.
Asimismo, en 2021 S&P Global Ratings le otorgó una puntuación de 86 sobre 100 en materia ambiental, social y de gobierno corporativo (ESG), lo que supuso la mejor calificación del sector energético mundial, y la quinta empresa en todos los sectores.
La compañía reporta que el 100 % de su CAPEX (gasto en capital) está alineado con la taxonomía europea de actividades sostenibles. Según, afirman, los 24,1 GWh generados en 2021 evitaron la emisión de 13,4 millones de toneladas de CO2 equivalente, gas causante del calentamiento global.
En 2023, ACCIONA Energía entró por primera vez en el Dow Jones Sustainability Index (DJSI) Europe, uno de los índices de sostenibilidad de S&P Global más exigentes y valorados. Además, en ese mismo año ACCIONA y ACCIONA Energía entraron en el top 5% del ‘Anuario 2023 de sostenibilidad’ de S&P. ACCIONA Energía obtuvo una puntuación de 90 y ACCIONA una puntuación de 88 sobre 100 puntos totales en este cuestionario, cuyas respuestas son revisadas por la agencia de calificación a partir de la información pública de la compañía y documentos de apoyo.